# مارک فوران
مارک فوران (انگلیسی: Mark Foran؛ زادهٔ ۳۰ اکتبر ۱۹۷۳) بازیکن فوتبال اهل بریتانیا است.
از باشگاه‌هایی که در آن بازی کرده‌است می‌توان به باشگاه فوتبال پیتربورو یونایتد، باشگاه فوتبال اولدهام اتلتیک، باشگاه فوتبال روترهام یونایتد، باشگاه فوتبال کرو آلکساندرا، باشگاه فوتبال شفیلد یونایتد، باشگاه فوتبال بریستول راورز، باشگاه فوتبال لینکولن سیتی، باشگاه فوتبال میلوال، باشگاه فوتبال نورتویچ ویکتوریا، و باشگاه فوتبال وایکام واندررز اشاره کرد.